# الطريق الوطني رقم 14 (الجزائر)
الطريق الوطني 14 (RN14)، طريق وطني جزائري، يربط مليانة (ولاية عين الدفلى) على مستوى الطريق الوطني رقم 4 بمدينة معسكر، بطول حوالي () كم. يُكنى بـ«طريق الونشريس».

## تاريخ
تم تشييده عام 1909.

## المسار
مسار الطريق يمر بعدة مدن أهمها: مليانة - خميس مليانة - بئر ولد خليفة - برج الأمير خالد - طارق بن زياد - اليوسفية - ثنية الأحد - العيون - خميستي - تيسمسيلت - دحموني - تيارت - ملاكو - مدروسة - فرندة - عين الحديد - تخمارت - معسكر
يمر بالولايات التالية:
- ولاية عين الدفلى
- ولاية تيسمسيلت
- ولاية تيارت
- ولاية معسكر